# 鈴鹿大獎賽號列車
鈴鹿大獎賽（日语： Suzuka-guranpuri */?）號列車是由東海旅客鐵道（JR東海）和伊勢鐵道營運，行走於名古屋站至鈴鹿賽道稻生站之間的臨時特急列車。
另外，此條目不會紀述於2006年（平成18年）前行走的「鈴鹿F1」號列車。

## 概要
在2009年（平成21年），相隔2年後，由FIA（國際汽車聯合會）主辦的F1日本大獎賽再次於鈴鹿賽道上舉行，當年JR東海開設了此列車以配合賽事舉行。
隨後在舉行日本大獎賽時會繼續開辦相關列車。

## 運行概況
在2016年（平成28年）起，於運輸日設有2個往返班次。上午開設下行2班，下午開設上行2班。
在2012年（平成24年）前，不同的比賽日會有不同的班次數目。在排位賽日，設有下行2班和上行1班，在決賽日，設有下行3班和上行2班。
由於鈴鹿賽道稻生站沒有停放車輛的設備，因此下行班次到達車站落客後，會繼續以不載客列車身份前往津站進行車輛維護。隨後預留時間以不載客列車身份折返往鈴鹿賽道稻生站，並開始行走上行班次。
列車編號為9011D - 9016D。列車行走時雖然會轉入另一線區，但是不會改變列車編號。下行班次的列車編號是9010D+（單數）班次編號，上行班次的列車編號是9010D+（雙數）班次編號。

### 停車站
名古屋站 - 桑名站 - 四日市站 - 鈴鹿賽道稻生站

### 使用車輛與編成
「鈴鹿大獎賽」使用KiHa85系柴油列車，以4卡編成行走。全車為指定席。

## 注腳

## 外部連結
- 伊勢鐵道連接情報 （页面存档备份，存于）（日語） - 伊勢鐵道
- F1交通連接 （页面存档备份，存于）（日語） - 鈴鹿F1日本大獎賽地域活性化協議會